# Вацлав Дробний
Ва́цлав Дро́бний (чеськ. Václav Drobný, нар. 9 вересня 1980, Мельник — пом. 28 грудня 2012, Градець-Кралове) — чеський футболіст, що грав на позиції захисника.

## Клубна кар'єра
Народився 9 вересня 1980 року в місті Мельник. Вихованець юнацьких команд футбольних клубів «Аеро Одолена Вода» та «Спарта» (Прага).
У дорослому футболі дебютував 1998 року виступами за команду клубу «Хмел», в якій провів чотири сезони, взявши участь у 78 матчах чемпіонату.
Своєю грою за цю команду привернув увагу представників тренерського штабу клубу «Страсбур», до складу якого приєднався 2002 року. Відіграв за команду з Страсбурга наступні два сезони своєї ігрової кар'єри. Більшість часу, проведеного у складі «Страсбура», був основним гравцем захисту команди.
У 2004 році приєднався на умовах оренди до англійського клубу «Астон Вілла», в якому провів наступний рік, так, втім, й не загравши за його основну команду.
З 2005 року два сезони захищав кольори команди клубу «Спарта» (Прага).
Згодом з 2005 по 2010 рік грав у складі команд клубів «Яблонець», «Аугсбург» та «Спартак» (Трнава).
Останнім клубом гравця був «Богеміанс», за команду якого виступав протягом 2010–2012 років.
Помер 28 грудня 2012 року на 33-му році життя внаслідок тяжкої травми, отриманої на гірськолижному курорті.

## Виступи за збірні
У 1995 році дебютував у складі юнацької збірної Чехії, взяв участь у 3 іграх на юнацькому рівні.
Протягом 2000–2002 років залучався до складу молодіжної збірної Чехії. На молодіжному рівні зіграв у 18 офіційних матчах, забив 1 гол.
У 2004 році дебютував в офіційних матчах у складі національної збірної Чехії, провів того року дві гри за національну команду, після чого до її лав не залучався.

## Титули і досягнення
- Чемпіон Європи (U-21): 2002